# Ivan Žuža
Ivan Žuža (tudi Suscha), slovenski geolog in montanist, * 18. maj 1830, Žalec, † 28. januar 1903, Várpalota, Madžarska.

## Življenje in delo
Ivan Žuža, sin posestnika in lastnika premogovnikov v Savinjski dolini in  brat hmeljarja Franca Žuže, je ljudsko šolo obiskoval v rojstnem kraju (1837–1841), gimnazijo v Celju (1841–1849) ter nadaljeval študij geologije in rudarstva na Tehniški visoki šoli v Pragi (1849-1851) ter na praški univerzi študiral tudi pravo (1851–1854). Nekaj časa je prakticiral v moravskih premogovnikih nato skupaj z očetom vodil premogovnike v Zabukovici, od 1863 dalje pa sam. Med letoma 1866 in 1869 je dokupil okoliške premogovne jame in 1870 zaposloval 130 delavcev ter izkopal nad tretjino vse premogovne proizvodnje celjskega okraja. Leta 1875 je pristopil k Savinjskemu rudarskemu društvu, obdržal le dve jami (Janezovo jamo in Edvardov rov), a ju 1877 prodal in se zaposlil pri premogovnem podjetju v Várpaloti na madžarskem kjer je ostal do smrti. Na Madžarskem je napisal več geoloških elaboratov in poročil o premogovni industriji.
Bil je član več društev; med drugim Društva za pověstniku i starine Jugoslovenov v Zagrebu (1852), soustanovitelj Slovenske matice (1864) in član Ogrskega montanističnega društva (1890). Bil je soustanovitelj dnevnika Slovenski narod (1868) in več let njegov dopisnik. Leta 1869 je bil izvoljen v štajerski deželni zbor in se tu zavzemal za slovensko sodstvo in univerzo.  Za knjigo Slovenski Štajer. Dežela in ljudstvo I (1868) je prispeval poglavje o geologiji Štajerske.